# Кассольново
Кассольново (итал. Cassolnovo) — коммуна в Италии, находится в регионе Ломбардия, подчиняется административному центру Павия.
Население составляет 6203 человека (на 2004), плотность населения составляет 187 чел./км². Занимает площадь 31 км². Почтовый индекс — 27023. Телефонный код — 0381.
Покровителями коммуны почитаются святой апостол Варфоломей и святой Дефендент, празднование в первое воскресенье июля.